# Mar d'Eritrea
La Mar Eritrea (llatí: Erythraeum Mare o Rubrum Mare, manlleu i calc del grec antic Ἐρυθρά Θάλασσα, Erythrá Thálassa, literalment 'mar vermella') fou el nom clàssic donat a la part de l'oceà Índic situada al sud de la mar Roja, més enllà de l'estret de Bab el-Màndeb, coneguda actualment com el golf d'Aden. El Periple de la Mar Eritrea és una obra del segle ii dC que descriu un viatge d'Egipte a l'Índia a través de la Mar Eritrea.
Actualment hi ha una regió fosca de Mart que ha estat anomenada Mare Erythraeum. De la mateixa manera, l'estat d'Eritrea deu el nom a aquest ús antic.

Noms, rutes i localitzacions del Periple de la Mar Eritrea

.